# Fernand Vast

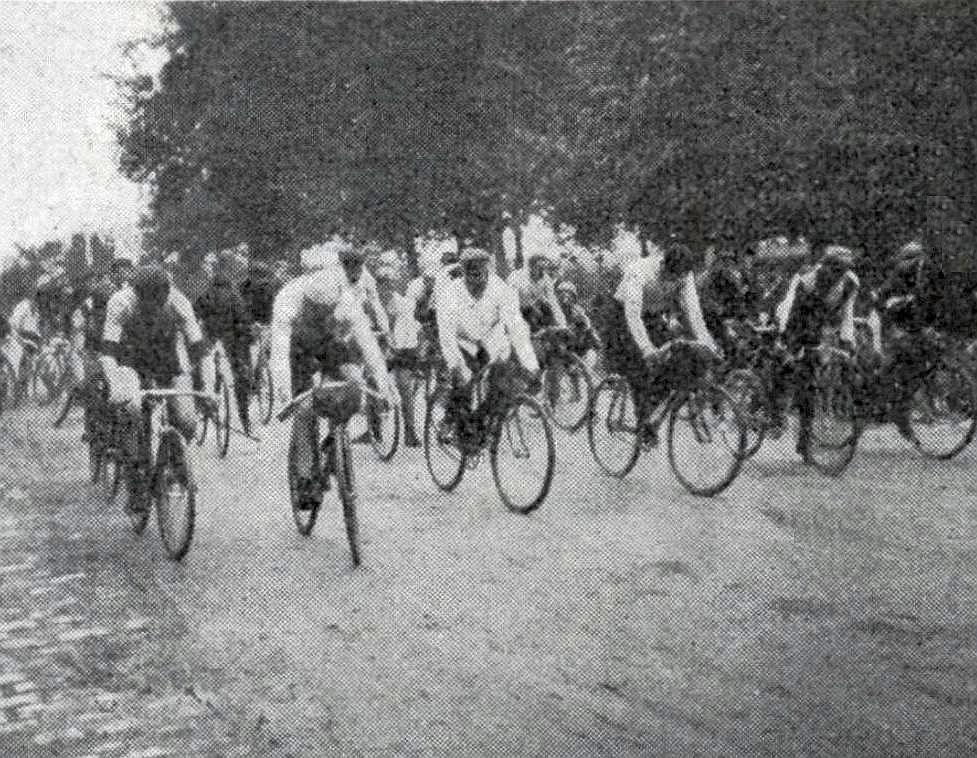
Départ du championnat de France des 100 kilomètres sur route amateurs de 1ère catégorie, le 3 septembre 1905 (U.V.F., Versailles-Rambouillet-Versailles, départ grille de l'Orangerie), 5 minutes après celui du championnat de France de fond, remporté par F. Vast (même trajet).

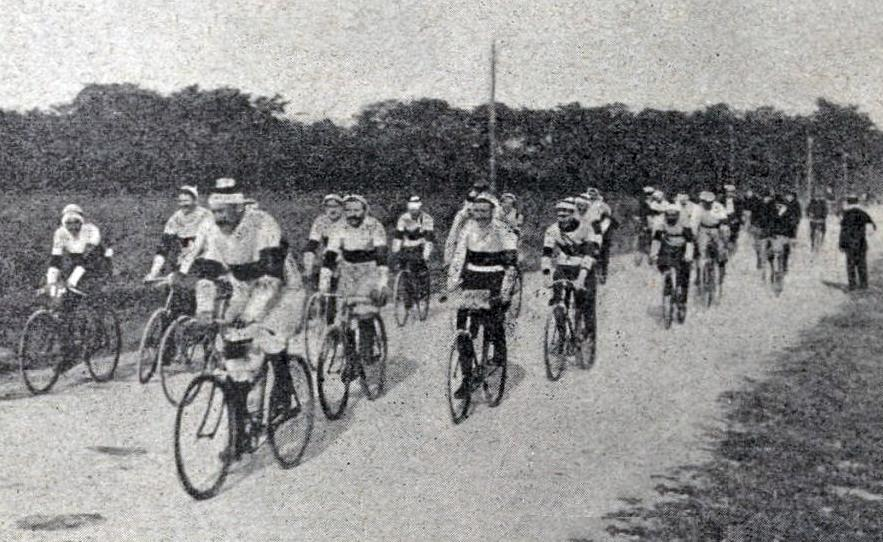
Le Vélo Club de Levallois-Perret regroupé, en septembre 1903 lors de Paris-Troyes.

Fernand Vast, né le 26 mai 1886 à Garches (Seine-et-Oise) et mort le 7 juin 1968 à Saint-Cloud (Hauts-de-Seine) à l'âge de 82 ans, est un coureur cycliste français. 
Bien qu'ayant écourté sa carrière professionnelle, il remporta trois médailles aux Jeux olympiques intercalaires de 1906 à Athènes.

## Palmarès sur piste

### Jeux olympiques intercalaires
- Athènes 1906
  -  Médaillé de bronze des 5 km (avril, Piraeus, Attiki)
  -  Médaillé de bronze des 20 km (avril Piraeus, Attiki, deuxième Maurice Bardonneau)

### Championnats de France
- Vice-champion de France amateur de demi-fond 1905 (derrière entraîneur)[1]
- Vice-champion de France amateur des 50 kilomètres 1906 (juillet, piste municipale de Paris, derrière Maurice Bardonneau)[2]

### Autres
- 2e du "Grand Prix d'Athènes", organisé en France sur 10 kilomètres avec entraîneurs le 14 juin à Paris, au retour des Jeux intercalaires (vainqueur Maurice Bardonneau, de 20 mètres)[3]

## Palmarès sur route
- 1903
  - 2e de Paris-Troyes (27 septembre, derrière Gazal, Maurice Bardonneau de l'A.V.A. troisième)[4]
  - 5e du Championnat de France de cyclisme sur route amateur
- 1905
  -  Champion de France de cyclisme sur route de fond amateurs (3 septembre, 3 h 23 min, premier trajet Versailles-Rambouillet-Versailles de 100 kilomètres, départ grille de l'Orangerie et arrivée en haut de la côte de la Minière sur le plateau de Sartory, sur des routes détrempées et par fort vent; absence de course professionnelle jusqu'en 1907 -avec alors Garrigou-)
- 1906
  -  Médaillé d'or de la course en ligne des Jeux olympiques intercalaires[5] à Athènes (avril, Attiki; vice-champion Maurice Bardonneau)
  - 5e de Paris-Bruxelles, et vainqueur de la première étape à Reims (équipe Maurice Bardonneau, Jean Patou, Joseph Dewaide, pour un contre-la-montre par équipes)
- 1907
  - 11e du championnat de France sur route amateurs
  - 15e de Paris-Tours